# Castello di Skrapar
Il castello di Skrapar, noto anche come il castello Genevizi, è un castello medievale situato nel comune omonimo, in Albania.

## Storia
Viene menzionato per la prima volta in occasione della sconfitta dei Bulgari nel 1018 da parte dei Bizantini. Nel 1336, secondo il cronista bizantino Joan Cantakuzeni, cadde nelle mani degli abitanti degli altipiani Arbëresh, durante i tentativi di conquistare le città del Paese che erano nelle mani dei bizantini. Il castello continuò ad essere utilizzato anche dopo l'occupazione ottomana di E. Celebiu, nel XVII secolo.

## Architettura
Eretto su un'alta collina a forma di cono, a un'altezza di 721 m.s.l.m., a sud-ovest della località di Çorovodë, sopra il fiume Osum, sovrasta la strada che attraversa la valle di Osumi.
Il muro di cinta ha un'altezza che varia tra 0,30 e 2 m e circonda una superficie di circa 1 ettaro. Il muro della parte occidentale è collegato ad una delle quattro torri ed è costruito con pietre medie legate con malta di calce contenente granelli di sabbia. Lo spessore del muro è di 2,6 m.